# Roman von Ungern-Sternberg
Roman Nikolai Maximilian von Ungern-Sternberg (tiếng Nga: Ро́берт-Ни́колай-Максими́лиан фон У́нгерн-Ште́рнберг) (29 tháng 12 năm 1885 – 15 tháng 9 năm 1921) là một trung tướng chống Bolshevik trong Nội chiến Nga và sau đó là một quân phiệt độc lập từng đoạt quyền kiểm soát Ngoại Mông Cổ từ quân đội Trung Quốc vào năm 1921.
Ungern-Sternberg bị Phật giáo huyền bí thu hút, có tính cách lập dị, và đối xử bạo lực với các địch thủ cùng các binh sĩ dưới quyền, do vậy ông được gán biệt hiệu là "Nam tước Điên" trong Nội chiến Nga. Ông cũng là người theo chủ nghĩa liên quân chủ, mong muốn khôi phục chế độ quân chủ Nga dưới quyền Mikhail Aleksandrovich Romanov và khôi phục Đại Mông Cổ Quốc dưới quyền cai trị của Bogd Khan. Trong năm tháng chiếm lĩnh Ngoại Mông, Ungern-Sternberg áp đặt trật tự tại thủ đô Ikh Khüree thông qua lo sợ, hăm dọa, và bạo lực chống lại các đối thủ, đặc biệt là những người ủng hộ Bolshevik.
Sau đó, vào tháng 6 năm 1921, ông xâm chiếm miền nam Siberia nhằm ủng hộ các cuộc nổi dậy chống Bolshevik và nhằm ngăn chặn một cuộc xâm nhập của Hồng quân và du kích Mông Cổ, kết quả ông thất bại và bị bắt giữ hai tháng sau đó. Ông bị Hồng quân bắt làm tù binh và xét xử vì tội phản cách mạng tại Novonikolaevsk, ông bị kết án tử hình rồi bị hành quyết vào ngày 15 tháng 9 cùng năm.

## Tiểu sử

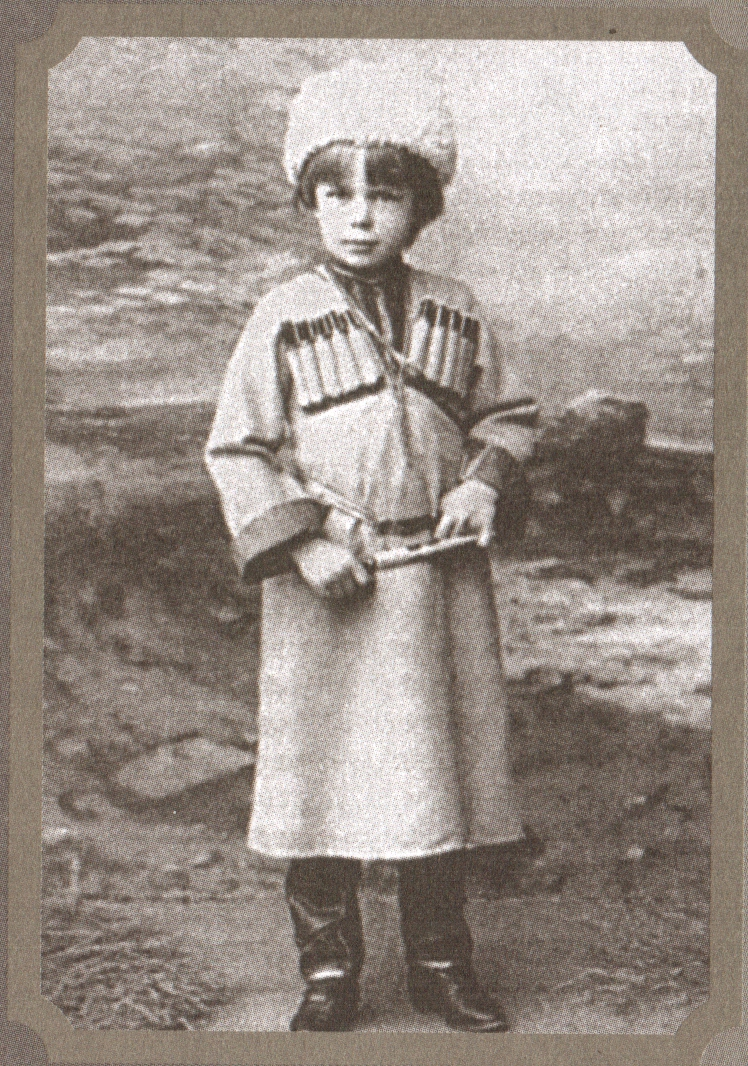
Roman Nikolai Maximilian von Ungern-Sternberg khi còn nhỏ tuổi.

R.F. von Ungern-Sternberg sinh tại Graz, Áo-Hung vào ngày 29 tháng 12 năm 1885 trong một gia đình quý tộc người Đức Baltic. Mẹ của ông là Sophie Charlotte von Wimpffen, sau đổi thành Sophie Charlotte von Ungern-Sternberg, cha ông là Theodor Leonhard Rudolph von Ungern-Sternberg (1857–1918). Năm 1888, gia đình ông chuyển tới Reval (Tallinn), thủ phủ của tỉnh Estonia thuộc Đế quốc Nga, tại đây cha mẹ ông ly hôn vào năm 1891. Năm 1894, mẹ ông tái hôn với Oskar Anselm Herrmann von Hoyningen-Huene. Từ năm 1900 đến năm 1902, Ungern theo học trường Nikolai I tại Tallinn. Năm 1903, ông nhập học tại Học viện sĩ quan Hải quân tại Sankt-Peterburg. Năm 1905, ông rời khỏi học viện và tham gia chiến đấu tại miền đông Nga trong Chiến tranh Nga-Nhật, song không rõ ông có tham gia các chiến dịch chống Nhật hay không, hoặc có thể toàn bộ các chiến dịch quân sự đã chấm dứt trước khi ông đến Mãn Châu.
Năm 1906, Ungern được chuyển sang trường quân sự Pavlovskoe tại Sankt-Peterburg với thân phận một học viên cấp bậc thông thường. Sau khi tốt nghiệp, ông phục vụ trong vai trò một sĩ quan tại miền Đông Siberia trong các trung đoàn Argunsky số 1 và Cossack Amursky số 1, tại đây ông bị cuốn hút bởi phương thức sinh hoạt của các dân tộc du mục như người Mông Cổ và người Buryat. Năm 1913, theo thỉnh cầu của mình, ông được chuyển sang lực lượng dự bị. Ungern dời đến Ngoại Mông nhằm hỗ trợ người Mông Cổ trong cuộc đấu tranh giành độc lập từ Trung Quốc, song các quan chức Nga ngăn ông không giao chiến cùng binh sĩ Mông Cổ. Ông đến thị trấn Khovd tại miền tây Mông Cổ và phục vụ trong vai trò sĩ quan đội hộ tống Cossack của lãnh sự quán Nga.

### Chiến tranh thế giới thứ nhất
Ngày 19 tháng 7 năm 1914, Ungern gia nhập lực lượng tiền tuyến của quân Cossack đóng tại Galicia thuộc Mặt trận Áo. Ungern tham gia cuộc tấn công của Nga tại Đông Phổ, tại đây trong năm 1915-1916 ông tham gia một cuộc tấn công hậu phương vào quân Đức của Lực lượng nhiệm vụ đặc biệt kị binh L.N. Punin. Trong chiến tranh, Ungern thu được danh tiếng nhờ dũng cảm song hơi khinh suất và tinh thần không ổn định. Mặc dù có một số phần thưởng, song cuối cùng ông bị bãi chức chỉ huy do không chấp hành mệnh lệnh.
Sau Cách mạng Tháng Hai năm 1917, Ungern chuyển đến Mặt trận Kavkaz, nơi Nga giao tranh với Ottoman. Trong tháng 4 năm 1917, ở gần Urmia thuộc Iran, Ungern cùng với Grigory Semyonov bắt đầu tổ chức một đội tình nguyện gồm những người Cơ Đốc giáo Syria bản địa, họ giành được những thắng lợi nhỏ dưới sự chỉ huy của Ungern, song về tổng thể thì đóng góp của họ chỉ có giới hạn.

### Cách mạng Bolshevik, 1917
Sau Cách mạng Tháng Mười năm 1917, Semyonov và Ungern tuyên bố họ trung thành với hoàng tộc Romanov và thề chiến đấu với những nhà cách mạng. Được người Nhật ủng hộ, Semyonov bổ nhiệm Ungern là thống đốc của Dauria, một khu vực lớn tại phía đông nam của hồ Baikal. Trong những tháng sau đó, Ungern phân biệt bản thân bằng hành vi cực kỳ lập dị, khiến cho nhiều người gán cho ông biệt hiệu "Nam tước Điên". Semyonov và Ungern mặc dù nhiệt tình chống Bolshevik song không phải là bộ phận của phong trào Bạch vệ, và Semyonov từ chối công nhận quyền lực của Đô đốc Aleksandr Kolchak- lãnh đạo trên danh nghĩa của Bạch vệ tại Siberia. Thay vào đó, Semyonov độc lập trong hành động, được người Nhật hỗ trợ về vũ khí và tiền bạc. Đối với các thủ lĩnh Bạch vệ như Kolchak và Denikin, những người tin vào một "nước Nga mạnh và không chia cắt", điều này nghĩa là phản bội cao độ. Ungern lệ thuộc Semyonov trên danh nghĩa song độc lập trong hành động.
Do các chiến dịch quân sự thành công của mình tại Hải Lạp Nhĩ và Dauria, Ungern được nhận hàm thiếu tướng. Semyonov bổ nhiệm ông là sĩ quan chỉ huy của ga đường sắt Dauria và giao cho ông kiến thiết các đơn vị quân sự để giao tranh với lực lượng Bolshevik. Tại Dauria, Ungern thiết lập Sư đoàn kị binh châu Á (Азиатская конная дивизия) gồm những người tình nguyện thuộc các dân tộc Nga, Buryat, Tatar, Bashkir, các bộ lạc Mông Cổ, Hán, Mãn, Nhật, Ba Lan lưu vong và nhiều người khác. Đơn vị của Ungern được gọi là "Sư đoàn hoang dã" (Дикая дивизия), một thuật ngữ nguyên được sử dụng để đề cập đến đơn vị quân sự gồm các dân tộc miền núi từ Kavkaz hoặc người Kalmyk Mông Cổ trong quân đội Đế quốc Nga chiến đấu trong Chiến tranh thế giới thứ nhất, và sau đó là chống Bolshevik. Ungern tăng cường đồn quân sự của ông tại Dauria, tạo ra một loại pháo đài mà từ đó các binh sĩ của ông phát động tiến công Hồng quân.
Giống như nhiều đơn vị Bạch vệ khác, binh sĩ của Ungern tiến hành cướp bóc để lấy hàng tiếp tế cho mình, họ cướp các tàu hỏa đi qua Dauria đến Mãn Châu. Những vụ tịch thu này không làm giảm đáng kể nguồn tiếp tế của Aleksandr Kolchak, song các thương nhân Nga và Trung Quốc bị mất đáng kể tài sản.
Ungern cho rằng chế độ quân chủ là hệ thống xã hội duy nhất có thể cứu nguy văn minh phương Tây khỏi tham nhũng và tự hủy hoại. Ông bắt đầu theo đuổi ý tưởng về việc khôi phục Đế quốc Mông Cổ của Thành Cát Tư Hãn. Ungern cố gắng tổ chức một đoàn viễn chinh quân sự đến Mông Cổ, đương thời do binh sĩ Trung Quốc chiếm đóng, nhằm phục hồi quyền trị vì của Bogd Khan trong kế hoạch của ông nhằm tái lập các chế độ quân chủ từ Viễn Đông đến châu Âu.
Nhật Bản yêu cầu các quân phiệt Trung Quốc thân Nhật chiếm lĩnh Mông Cổ nhằm ngăn chặn một khả năng lan tỏa cách mạng từ những người cách mạng Nga vào Mông Cổ và Hoa Bắc. Sau khi Hoản hệ sụp đổ, các binh sĩ Trung Quốc tại Mông Cổ thấy bản thân bị bỏ rơi trên thực tế, họ nổi loạn chống lại các chỉ huy, cướp bóc và sát hại người Mông Cổ và ngoại quốc.
Nhằm thực hiện kế hoạch của mình, Ungern đến Mãn Châu và Trung Quốc bản thổ (từ tháng 2 đến tháng 9 năm 1919). Tại đây, ông tiến hành giao thiệp với các giới quân chủ chủ nghĩa, và cũng tiến hành chuẩn bị cho Semyonov họp với quân phiệt Phụng hệ Trương Tác Lâm tại Mãn Châu. Trong tháng 7 năm 1919, Ungern kết hôn với một nữ quý tộc trong một buổi lễ theo Chính Thống giáo Đông phương, nữ quý tộc này sau được đặt tên là Elena Pavlovna Ungern-Sternberg. Cuộc hôn nhân có mục đích chính trị do thân phận quý tộc của bà và bà là họ hàng của Tướng Trương Khuê Vũ, chỉ huy quân Trung Quốc tại cực tây của đường sắt Đông Thanh, và đứng đầu chính quyền của Hải Lạp Nhĩ.

### Phục hồi độc lập của Ngoại Mông Cổ

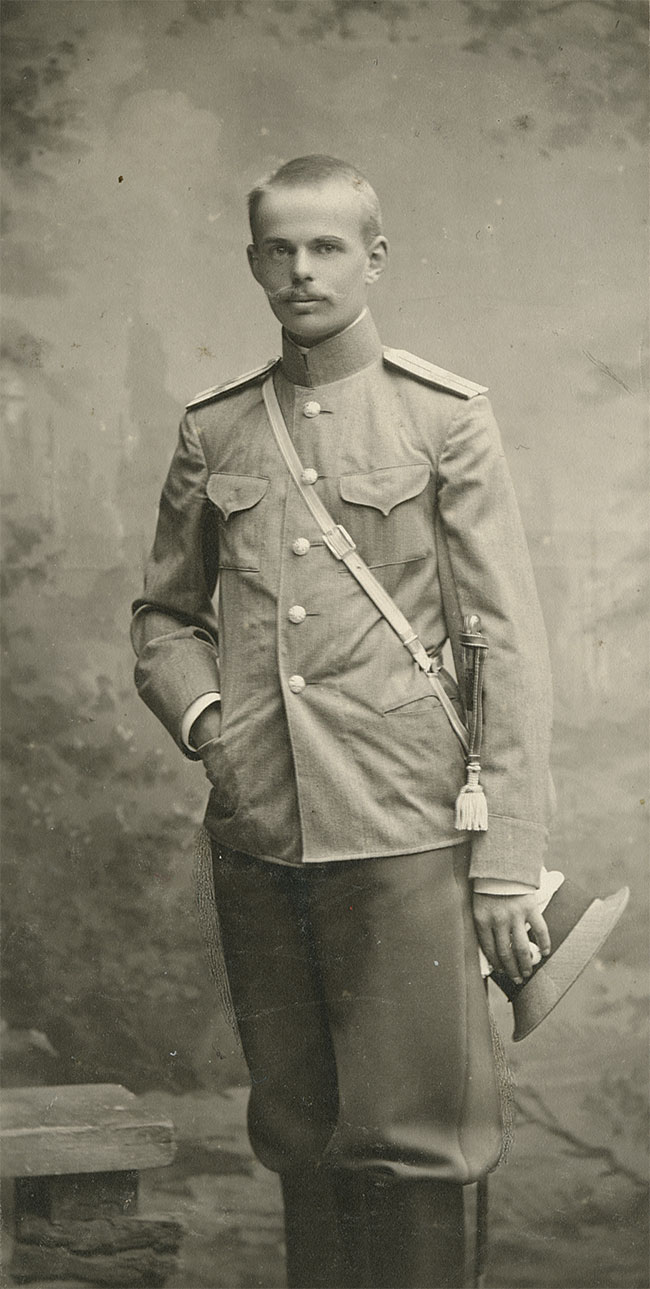
Roman von Ungern-Sternberg

Sau thất bại của Kolchak trước Hồng quân, và tiếp đến là việc Nhật Bản quyết định triệt thoái lực lượng viễn chinh khỏi Ngoại Baikal, Semyonov không thể chịu được áp lực của lực lượng Bolshevik nên lập kế hoạch rút đến Mãn Châu. Tuy nhiên, Unger nhận thấy đây là một cơ hội nhằm thực hiện kế hoạch quân chủ chủ nghĩa của mình. Ngày 7 tháng 6 năm 1920, ông tuyệt giao trung thành với Semyonov và chuyển Sư đoàn kị binh châu Á của mình thành một phân đội du kích.
Quân đội của Ungern vượt qua biên giới phía bắc của Ngoại Mông vào ngày 1 tháng 10 năm 1920 và di chuyển theo hướng tây-nam. Ungern tiến hành đàm phán với quân Trung Quốc đang chiếm đóng, toàn bộ các yêu cầu của ông đều bị từ chối, trong đó có việc giải giáp các binh sĩ Trung Quốc. Vào ngày 26-27 tháng 10 và 2–4 tháng 11, các binh sĩ của 1920 Ungern tiến công thủ phủ của Ngoại Mông là Khố Luân (Urga; nay là Ulaanbaatar) song chịu tổn thất nghiêm trọng. Sau thất bại, binh sĩ của Ungern triệt thoái đến thượng du của sông Kherlen tại Xa Thần hãn bộ tại miền đông Ngoại Mông. Ông nhận được sự ủng hộ của những người Mông Cổ mưu cầu độc lập từ Trung Quốc, đặc biệt là Bogd Khan- người bí mật ban phúc cho Ungern để trục xuất người Trung Quốc khỏi Mông Cổ. Đương thời, người Trung Quốc thắt chặt quyền kiểm soát của họ đối với Ngoại Mông Cổ, quy định nghiêm ngặt về hoạt động tôn giáo Phật giáo tại các chùa và bắt giam những người Nga và Mông Cổ mà họ nhận định là phần tử ly khai. Theo hồi ký của M.G. Tornovsky, Sư đoàn châu Á có 1.460 người, trong khi đơn vị đồn trú Trung Quốc có 7.000 tráng binh. Người Trung Quốc có lợi thế về pháo và súng máy, và đã xây dựng một mạng lưới hào trong và quanh Khố Luân.
Ngày 1 tháng 2 năm 1921, phân đội của Ungern dưới quyền B.P. Rezukhin chiếm được các phái đài tiền tuyến của quân Trung Quốc. Các phân đội khác chuyển đến Khố Luân và đến chùa Phúc Kì trên núi Bác Khắc Đa Hãn ở phía nam Khố Luân. Ngày 2 tháng 2, binh sĩ của Ungern giao chiến nhằm tranh quyền kiểm soát các tiền tuyến của Trung Quốc và các phần được bảo vệ của Khố Luân. Trong giao tranh, phân đội đặc biệt của Ungern gồm binh sĩ thuộc các dân tộc Tạng, Mông, Buryat và Nga giải thoát Bác Khắc Đa Cách Căn (Bogd Gegeen) khỏi bị quản thúc và chuyển ông qua núi Bác Khắc Đa Hãn đến chùa Phúc Kì. Ngày 3 tháng 2, Ungern cho binh sĩ nghỉ ngơi. Học theo một kế của Thành Cát Tư Hãn, Ungern lệnh cho binh sĩ của mình đốt một lượng lớn lửa trại trên các đồi quanh Khố Luân, sử dụng cách này làm điểm chỉ dấu cho phân đội của Rezukhin, nó cũng biểu thị rằng Khố Luân bị một lực lượng áp đảo bao quanh. Ngày 4 tháng 2, Ungern phát động đại công kích các vị trí còn lại của quân Trung Quốc tại Khố Luân từ phía đông, chiếm được hầu hết vị trí kiên cố nhất tại các doanh trại và Mãi mại thành. Toàn bộ thủ phủ Khố Luân cuối cùng bị chiếm sau một số giao tranh ác liệt, song một bộ phận các binh sĩ Trung Quốc bỏ thị trấn từ trước đó. Tuy vậy, các giao tranh nhỏ vẫn tiếp diễn qua ngày 5.
Từ ngày 11 đến 13 tháng 3, Ungern chiếm được một căn cứ kiên cố của quân Trung Quốc tại Kiều Y Nhĩ ở phía nam Khố Luân; trong khi đó binh sĩ Trung Quốc từ bỏ Trát Môn Ô Đức dù chưa giao tranh. Những binh sĩ Trung Quốc còn lại rút về khu vực miền bắc Mông Cổ gần Kyakhta, sau đó nỗ lực đi vòng qua Khố Luân để đến Trung Hoa, người Nga và Mông Cổ lo sợ về một nỗ lực nhằm tái chiếm Khố Luân. Vài trăm binh sĩ thuộc các đơn vị Cossack và Mông Cổ được phái đi đón đánh hàng nghìn binh sĩ Trung Quốc tại khu vực đường Khố Luân - Ô Lý Nhã Tô Đài gần sông Tuul tại miền trung Mông Cổ. Các cuộc giao tranh nổ ra từ 30 tháng 3 đến 2 tháng 4, các binh sĩ Trung Quốc bị đánh tan và bị truy đuổi đến biên giới phía nam của Ngoại Mông Cổ, đến đây lực lượng Trung Quốc rời khỏi Ngoại Mông Cổ.

### Mông Cổ trước khi Bolshevik tiến vào, 1921

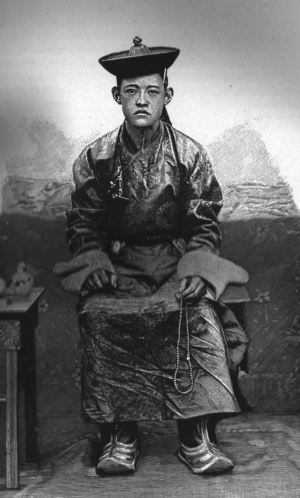
Bogd Khan (1869-1924) của Mông Cổ

Ungern, các lạt ma và thân vương Mông Cổ đưa Bogd Khan từ chùa Phúc Kì đến Khố Luân vào ngày 21 tháng 2 năm 1921. Ngày 22 tháng 2, một nghi lễ trọng thể được tổ chức, khôi phục quyền thống trị của Bogd Khan. Như một phần thưởng cho việc trục xuất người Trung Quốc khỏi Khố Luân, Bogd Khan ban cho Ungern tước hiệu thế tập cao cấp darkhan khoshoi chin wang ngang hàng hãn, và các đặc ân khác. Các quan chức, lạt ma, và thân vương khác tham dự vào những sự kiện này cũng nhận được các tước hiệu và phần thưởng lớn. Do chiếm được Khố Luân, Ungern nhận từ Semyonov quân hàm trung tướng.
Ngày 13 tháng 3 năm 1921, Ngoại Mông Cổ tuyên bố độc lập với vị thế là một chế độ quân chủ. Ông là một người thần bí bị mê hoặc bởi các đức tin và tôn giáo của Viễn Đông như Phật giáo và tin rằng bản thân là một hiện thân của Thành Cát Tư Hãn, triết lý của Ungern von Sternberg là một sự pha trộn của chủ nghĩa dân tộc Nga với các đức tin Trung Hoa và Mông Cổ. Chủ nghĩa truyền thống và chủ nghĩa Đông phương của ông hoàn toàn không điển hình cho văn hóa Tây phương đương thời, góp phần vào hiệu "Nam tước Điên" của ông.
Các nhà sử học lưu ý rằng Ungern được nhìn nhận là hiện thân của "Chiến thần" (Jamsaran trong văn hóa dân gian Tạng và Mông). Mặc dù nhiều người Mông Cổ có thể cho rằng ông là một vị thần, hoặc ít nhất cũng là một hiện thân của Thành Cát Tư Hãn, song Ungern chưa từng chính thức chính thức tuyên bố mất kỳ sự hiện thân nào. Quyền lực dân sự đối với Ngoại Mông về mặt chính thức thuộc về Bogd Khan. Một số nhân chứng cho biết ông thiết lập trật tự tại Khố Luân, cho vệ sinh đường phố, và xúc tiến sinh hoạt tôn giáo và khoan dung tại thủ đô, và nỗ lực nhằm cải cách kinh tế.
Sư đoàn kị binh châu Á gồm các phân đội dân tộc, Ungern nói rằng có 16 dân tộc phục vụ trong đơn vị của ông. Hàng chục người Tạng cũng phục vụ trong đơn vị của ông, họ có thể do Đạt Lai Lạt Ma thứ 13 phái đi, hoặc những người Tạng này thuộc các khu định cư Tạng tại Khố Luân. Ungern là một người chống Do Thái kiên quyết, ông cho hành quyết 38 người Do Thái tại Khố Luân, và tổng cộng là khoảng 846 người.

### Thất bại và bị hành quyết 1921

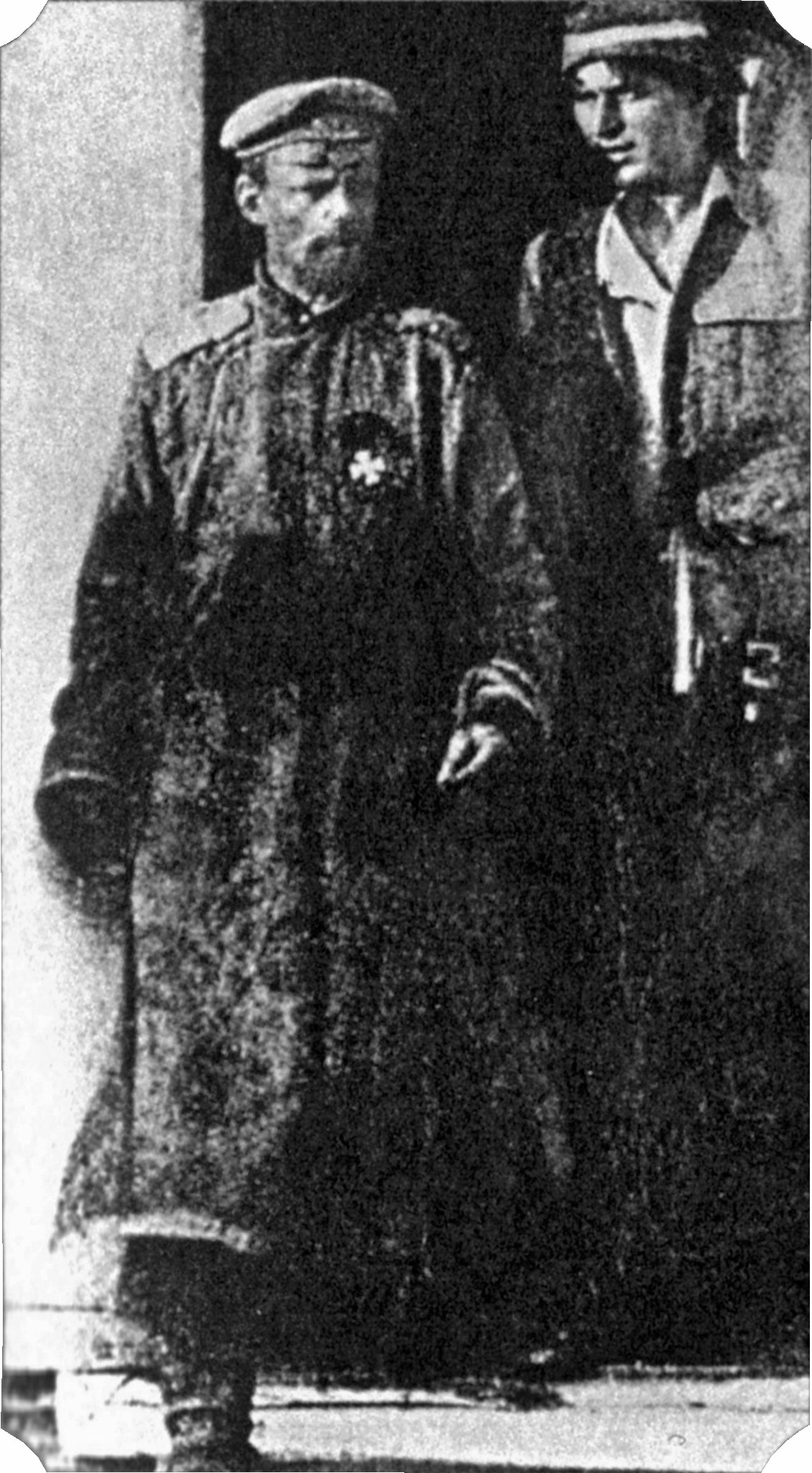
Ungern von Sternberg năm 1921

Lực lượng Bolshevik bắt đầu thâm nhập Mông Cổ ngay sau Cách mạng Tháng Mười năm 1917, tức một thời gian dài trước khi họ đoạt quyền kiểm soát Ngoại Baikal. Năm 1921, một số đơn vị Hồng quân thuộc nước Nga Xô viết và Cộng hòa Viễn Đông vệ tinh tiến hành xâm chiếm Mông Cổ nhằm đánh bại Ungern. Lực lượng này gồm có thủ lĩnh Mông Cổ Đỏ và anh hùng độc lập Damdin Sükhbaatar. Các điệp viên và nhiều đơn vị nghi binh nhỏ đi trước để truyền bá sự khiếp sợ và đào ngũ nhằm làm suy yếu lực lượng của Ungern. Ungern tổ chức một đội viễn chinh để giao chiến với các lực lượng này tại Siberia và nhằm ủng hộ các cuộc nổi dậy chống Bolshevik đang diễn ra. Cho rằng bản thân nhận được sự ủng hộ đại chúng vững chắc của nhân dân địa phương tại Siberia và Mông Cổ, Ungern thiếu trang bị đầy đủ cho binh sĩ của mình bất chấp việc Hồng quân hết sức vượt trội về quân số và hỏa lực. Tuy nhiên, Hồng quân trấn áp thành công các cuộc nổi dậy tại Siberia, và các chính sách kinh tế Xô viết tạm thời dịu đi trong NEP của Lenin, và khi Ungern đến, rất ít nông dân địa phương và người Cossack tình nguyện gia nhập lực lượng của ông.
Đến mùa xuân, Sư đoàn kị binh châu Á chia thành hai lữ đoàn: một dưới quyền chỉ huy của Ungern và một dưới quyền chỉ huy của Thiếu tướng Rezukhin. Đến tháng 5, lữ đoàn của Rezukhin phát động một cuộc tấn công sang bên kia biên giới Nga từ phía tây của sông Selenge. Lữ đoàn của Ungern rời khỏi Khố Luân và di chuyển chậm đến thị trấn Troitskosavsk của Nga (nay là Kyakhta). Trong khi đó, Hồng quân di chuyển lực lượng lớn hướng đến Mông Cổ từ nhiều hướng khác nhau, họ có lợi thế rất lớn về thiết bị và quân số. Kết quả là Ungern chiến bại khi giao tranh từ ngày 11 đến 13 tháng 6 và thất bại trong việc chiếm Troitskosavsk. Sau đó, liên quân Bolshevik và lực lượng cộng sản Mông Cổ tiến vào Mông Cổ và chiếm Khố Luân sau một vài đụng độ nhỏ với các phân đội bảo vệ của Ungern.
Chiếm được Khố Luân vào ngày 6 tháng 7 năm 1921, song Hồng quân thất bại trong việc đánh bại lực lượng chủ yếu của Sư đoàn kị binh châu Á. Ungern tái tập hợp và nỗ lực xâm chiếm Ngoại Baikal qua biên giới Nga-Mông. Nhằm tập hợp các binh sĩ của mình và nhân dân bản địa, Ungern trích dẫn một thỏa thuận với Grigory Semyonov và nhấn mạnh về một cuộc tấn công giả thuyết của Nhật Bản sẽ hỗ trợ cho họ, mặc dù cả Semyonov và người Nhật đều không thiết tha giúp ông. Sau vài ngày nghỉ ngơi, vào ngày 18 tháng 7, Sư đoàn kị binh châu Á bắt đầu tấn công vào lãnh thổ Xô viết. Những người mục kích Kamil Giżycki và Mikhail Tornovsky đưa ra ước tính tương tự: tổng cộng khoảng ba nghìn người. Xô viết tuyên bố thiết quân luật tại các khu vực mà Bạch vệ có khả năng tiến công, bao gồm Verkhneudinsk (nay là Ulan-Ude). Quân của Ungern chiếm được nhiều khu dân cư; cực bắc là Novoselenginsk, vào ngày 1 tháng 8. Đến lúc này, Ungern hiểu rằng cuộc tấn công của ông thiếu chuẩn bị; ông cũng nghe tin về việc các lực lượng lớn của Hồng quân tiến đến. Ngày 2 tháng 8 năm 1921, ông bắt đầu triệt thoái đến Mông Cổ, tại đó ông tuyên bố quyết tâm của mình với việc chống Cộng. Trong khi quân của Ungern muốn từ bỏ nỗ lực chiến tranh và tiến về Mãn Châu để hội với các phần tử lưu vong Nga khác, thì Ungern biểu thị rõ rằng ông có ý khác, ông muốn triệt thoái đến Tuva, sau đó đến Tây Tạng. Binh sĩ dưới quyền Ungern và Rezukhin nổi loạn và ấp ủ âm mưu giết chỉ huy, Rezukhin bị giết vào ngày 17 tháng 8, một ngày sau đó Ungern bị ám sát hụt. Sau đó, quyền chỉ huy của Ungern sụp đổ khi lữ đoàn của ông tan vỡ, và đến ngày 20 tháng 8 thì Ungern bị bắt bởi lực lượng Xô viết dưới quyền chỉ huy du kích nổi tiếng P.E. Shchetinkin.
Sau một phiên tòa hình thức kéo dài trong 6 giờ 15 phút vào ngày 15 tháng 9 năm 1921, bị khởi tố bởi Yemelyan Yaroslavsky, Ungern bị kết án tử hình bằng cách xử bắn, bản án được thi hành vào cuối chiều hoặc tối tại Novonikolaevsk.